# Joplin (Montana)
Joplin es un lugar designado por el censo ubicado en el condado de Liberty en el estado estadounidense de Montana. En el Censo de 2010 tenía una población de 157 habitantes y una densidad poblacional de 46,95 personas por km².

## Geografía
Joplin se encuentra ubicado en las coordenadas 48°33′34″N 110°46′23″O / 48.55944, -110.77306. Según la Oficina del Censo de los Estados Unidos, Joplin tiene una superficie total de 3.34 km², de la cual 3.27 km² corresponden a tierra firme y (2.17%) 0.07 km² es agua.

## Demografía
Según el censo de 2010, había 157 personas residiendo en Joplin. La densidad de población era de 46,95 hab./km². De los 157 habitantes, Joplin estaba compuesto por el 99.36% blancos, el 0% eran afroamericanos, el 0.64% eran amerindios, el 0% eran asiáticos, el 0% eran isleños del Pacífico, el 0% eran de otras razas y el 0% pertenecían a dos o más razas. Del total de la población el 0.64% eran hispanos o latinos de cualquier raza.